# Tommaso Berni
Tommaso Berni (* 6. März 1983 in Florenz) ist ein italienischer ehemaliger Fußballtorhüter.

## Spielerkarriere
Der in Florenz geborene Tommaso Berni stammt aus der Jugend des italienischen Topclubs Inter Mailand. Seine erste Profistation wurde jedoch der englische Klub FC Wimbledon, den er nach zwei Jahren jedoch wieder verließ.
Der talentierte Torhüter Berni kehrte in seine italienische Heimat zurück und unterschrieb einen Vertrag bei Ternana Calcio in der Serie B, wo er die folgenden Jahre Stammspieler war. Nach dem Abstieg seines Teams in die Serie C 2005/06 blieb er noch ein halbes Jahr, ehe er an den Erstligisten Lazio Rom ausgeliehen wurde. Für die Römer kam er erstmals an den letzten beiden Spieltagen der Saison 2006/07 zum Einsatz und erreichte mit seiner Mannschaft die Champions League, in der er als dritter Mann hinter Marco Ballotta und Fernando Muslera jedoch nicht eingesetzt wurde.
Anfang 2008 wurde Berni endgültig von Lazio für 1,5 Millionen Euro verpflichtet, konnte sich dort aber nicht durchsetzen. In der Saison 2009/10 wurde er an Salernitana Calcio in die Serie B ausgeliehen. Nach dreieinhalb Jahren verließ er Lazio im Sommer 2011 und wechselte zu Sporting Braga in die portugiesische Primeira Liga.
Nach nur einer Saison in Portugal wechselte Berni zur Saison 2012/13 zurück nach Italien zu Sampdoria Genua. Zur Saison 2014/15 kehrte er zu seinem Jugendverein Inter Mailand zurück. Bernis Vertrag lief 2020 aus und wurde nicht verlängert. Er absolvierte kein Pflichtspiel, erhielt jedoch als Ersatzspieler zwei Rote Karten. Seine Laufbahn setzte er nicht weiter fort.